# Гигантспинозавр
Гигантспинозавр (лат. Gigantspinosaurus) — род птицетазовых динозавров из группы стегозавров, включающий единственный вид Gigantspinosaurus sichuanensis Ouyang, 1992.

## Открытие и этимология
Ископаемые окаменелости этого стегозавра были обнаружены в 1985 году, в провинции Сычуань, Китай, но изначально считались остатками Tuojiangosaurus. В 1992 году, после повторных исследований, китайские учёные причислили этот образец в новому виду Gigantspinosaurus sichuanensis. Название рода происходит от лат. giganteus — «гигантский», spine — «шип», и saurus — «ящерица». Видовое название относится к провинции Сычуань. Образец (голотип ZDM 0019) состоит из сохранившейся полной нижней челюсти, связанной с 8 шейными, 16 спинными и 4 крестцовых позвонками, некоторых костей поясничного отдела и конечностей, а также нескольких нашейных пластин и пары крупных плечевых шипов, возле правого из которых сохранились отпечатки кожи. Образец является частью коллекции Музея динозавров Цзыгуна, где с 1996 года демонстрируется композитная реконструкция скелета.
В 2006 году Трейси Форд опубликовал статью о его реконструкции. Как утверждал Форд, более ранние реконструкции гигантспинозавра изображали этого стегозавра с перевёрнутыми плечевыми шипами.

## Описание

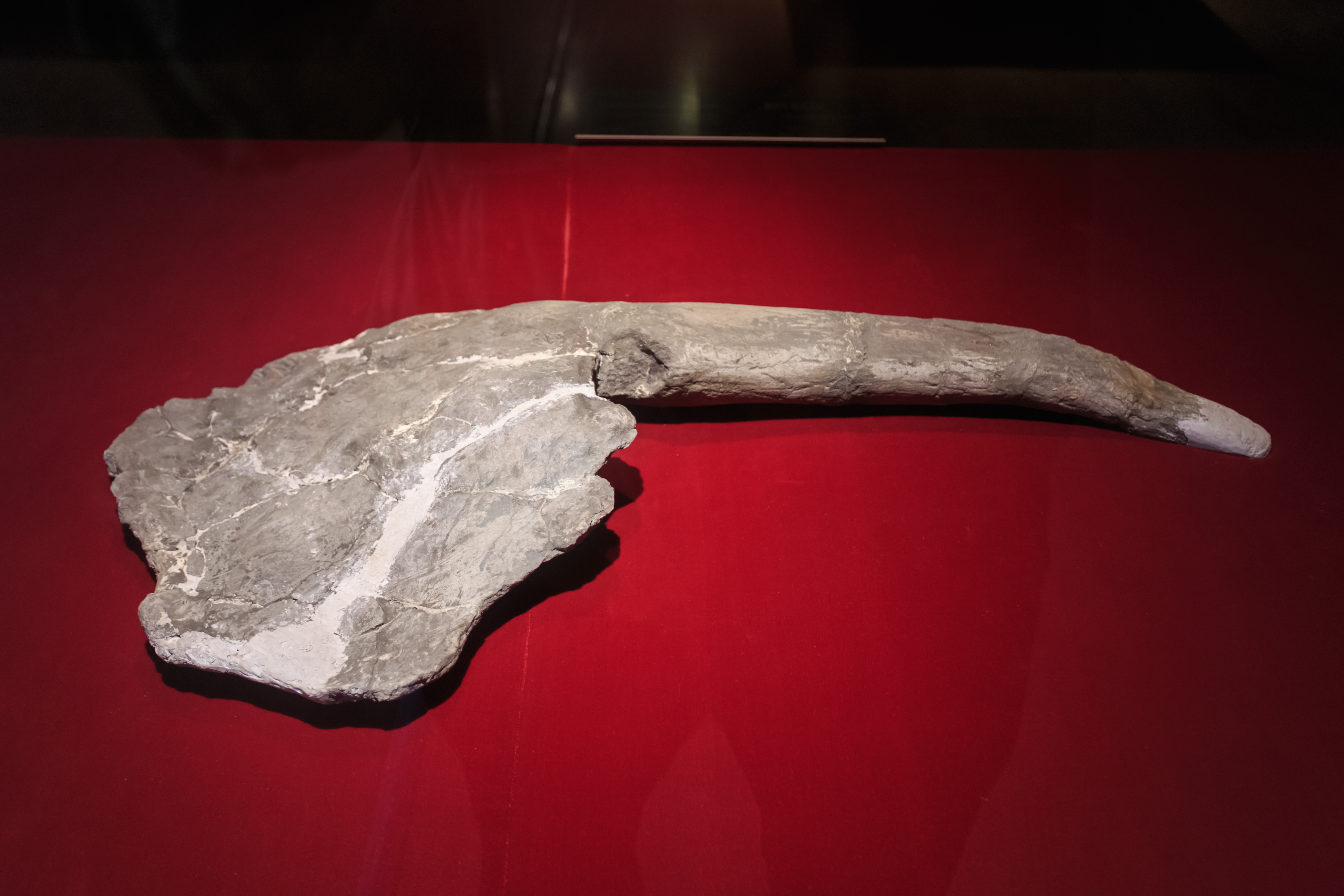
Наплечный шип

Gigantspinosaurus был описан как «стегозавр среднего размера». В 2010 году Грегори Скотт Пол оценил его размер в 4,2 метра в длину и 700 килограммов массы. Gigantspinosaurus имел очень широкие живот и бёдра, короткие конечности. Спина была защищена небольшими пластинами и шипами, наличие шипов и пластин на хвосте обнаружить не удалось. На плечах у этого динозавра располагалось по одному большому шипу. Гигантспинозавр имел своеобразный вид с относительно небольшими спинными пластинами и сильно увеличенными плечевыми шипами, вдвое больше длины лопаток, от которых они отходили через большие плоские основания. Пластины на шее были маленькими и имели треугольную форму, нижние челюсти содержали по тридцать зубов на каждой стороне. В 2008 году Син Лидой и коллегами были описаны отпечатки кожи. Они покрывали поверхность площадью 414 квадратных сантиметров и показывают узоры с центральной пятиугольной или шестиугольной формой, окруженной 13—14 ребристыми меньшими квадратными, пятиугольными или шестиугольными чешуйками, с диаметром от 5,7 до 9,2 мм.